# Подметач
Подметач је свеобухватни појам за парче тканине или другог материјала које се обично ставља на под или другу равну површину као замена за подлогу. Постоји неколико врста у зависности од намене. Прва варијанта обезбеђује равну површину, друга служи као заштита ономе што је испод подметача, трећа штити оно изнад њега, а четврта има улогу чистача.

## Природни
Подметачи су обично правоугаоног облика, мада то није правило. Разних су боја и материјала, како природних, тако и вештачких. Међу онима чија је сврха обезбеђивање равне површине налази се подлога за миша. Она ствара оптималан ниво трења и чини ову компјутерску алатку употребљивом. Други су они који штите подлогу испод подметача, попут даске за сечење и рама за слике. Даска спречава да нож исече сто или другу радну површину, а рам штити слику од спољашњих утицаја. Трећи су они који штите особе изнад подметача, као што су струњача и противвибрациони душек. Последњи су чистачи као отирач и тепих, који спречавају прљање пода, а имају и естетску улогу. Особа пре усласка у кућу стаје на овај сплет влакана, најлона, гуме, тканине, алуминијума и трља обућу у циљу отклањања прљавштине са ципела и чизама.
Подметачи за храну представљају раван комад дрвета или метала. Праве топлотну баријеру и спречавају оштећење стола врућом храном. На пример, уколико би се шерпа са тек направљеном врућом супом ставила на сто, подлога и столњак би претрпели одређене промене. Стога се подметачи стављају и неутралишу топлоту пре него што стигне до подлоге. Подметачи за пиће, пак, праве се од картона и служе да заштите подлогу од просипања течности, те представљају физичку баријеру.
Сем већ набројаних примера, постоји још врста подметача и простирки од природног материјала. Тако се макису, подметач за прављење сушија, и татами, јапански једноделни патос за под, већ вековима користе у јапанској цивилизацији. Јогини приликом израде вежби за тело користе простирку за јогу од природних тканина, а у средњој Азији и блиским јој пределима употребљава се асура, простирка од рогоза са више намена. Све што је преграда између неког предмета и подлоге може бити подметач.

## Вештачки
Подметачи за купатило постављају се на под ове просторије и обезбеђују топлу површину на коју особа може стати по изласку из каде или туш-кабине, а која уз то није клизава. Праве се од пенастог материјала, а обично су разнобојни, рупичасти и у облику рибе. Такође упијају малу количине воде, те спречавају стварање бара на плочицама. Међутим, како су у сталном додиру са прљавштином, сапуном и водом, чине веома погодну површину за развитак бактерија и буђи, па их треба мењати.
Патосница је подметач који се ставља на под возила, обично аутомобила. Она обично штити парче текстила којим је под кола прекривен, мада може имати и чисто естетску улогу. Мада постоје и варијанте налин на тепих, најчешће се праве оне од гуме. Оне су веома издржљиве и служе да особа која се налази у аутомобилу на њих спусти прљаве и мокре ципеле и чизме уместо на под возила. Обично су црне. Прва патосница била је картонска плоча из 1919.
Подметачи против умора посебна су врста овог предмета, а, према произвођачким спецификацијама, стајање на њиховој избоченој површини отклања исцрпљеност и изнуреност особа које раде стојећи. Њима се отклања бол у леђима и стопалима, па чак и стрес, у случају да је узок њих дугорочно стајање на тврдој површини. Праве се од материјала као што су винил, дрво, ПВЦ цеви, гума, ПВЦ пена, полипропилен и нитрил гума. Данас њихова употреба није ограничена на фабричке погоне, већ се постављају и на местима у којима се одржавају сајмови или у операционе сале како би хирурзима било пријатније приликом рада. Домаћини и домаћице користе комерцијалне примерке у својим кухињама.
Подметачи за одржавање чистоће служе у сврхе очувавања стерилних површина таквим и општу заштиту од прљавштине, бактерија и било које спољашње контаминације. Посебне врсте су лепљиве и неклизљиве, а састоје се од слојева антисептичког филма, који хвата сву прашину са обуће и точкова. Филм је направљен од полиетилена а прекривен акрилним лепком, који спречава развој микроорганизама. Обично се употребљавају у лабораторијама у којима се одвијају осетљиви експерименти. Обрнути процес догађа се у случају струњаче. Иако јој то није намена, она сем заштите од повреде приликом израде гимнастичарских вежби пружа и подлогу на коју прелази прљавштина са патоса фискултурних сала. Стога се често мора дезинфиковати како гимнастичари не би долазили у контакт са прашином.
Дезинфекциони подметачи су подтип подметача за одржавање чистоће, али имају ширу примену. Могу се наћи на разним местима, а прекривени су антисептичким средством које дезинфикује обућу, што је потребно у случајевима када се улази на осетљива места као што су професионалне кухиње, породилишта и остала места где је ниво хигијене висок.

## Историја
Како постоји велики број врста подметача, није могуће говорити о њиховој историји уопштено, већ о свакој варијанти посебно. Подметачи од природних материјала као што су даска за сечење, подметач за храну и татами обично су се развили уз своју намену. Тако је даска за сечење створена од давнина, чим је било потребно обезбедити равно место за сечење и спречити оштећење других површина, татами се развио уз јапанску цивилизацију и тако даље.
Картонски подметачи за пиће први пут су направљени 1880. у Немачкој и названи филцевима. Ипак, они у почетку нису били подметачи већ прекривачи. Током летњих дана, мушице и осе су летеле око крчага пива. Инсекти, гранчице и лишће упадали су у пиво и чинили да непитким. Зато се од сребра и лима правио поклопац којим се пиво штитило. Замена лима за картон настављена је и након 1880, а већ 1903. производња је била масовна. Због хигијене их је потребно редовно сушити.
Што се тиче отирача, зна се да су се употребљавали још пре две до три хиљаде година. Савремене верзије као што су подметач за купатило и патоснице за аутомобиле патентиране су у првој половини двадесетог века, док су најсавременије варијанте попут подметача против умора и оних за дезинфекцију и одржавање чистоће тековина текућег века. Преузет из комедије Избирачица Косте Трифковића, постоји израз упућен уображеним особама: избирач нађе отирач.